# Borgo Sanzio
Il III Municipio "Borgo Sanzio" è una suddivisione amministrativa del comune di Catania.

## Geografia
Il territorio del III Municipio è l'unica delle suddivisioni amministrative del capoluogo etneo a non aver subito variazioni nel 2013, ed esso comprende i seguenti quartieri o rioni:
- Borgo
- Chiuse della Carvana
- Consolazione
- Fossa dell'Arancio
- Grotte Bianche
- Mercede
- Monserrato
- Sacratissimo Redentore
- Santissimo Crocefisso dei Miracoli
- Santa Maria di Gesù
- Tribunali

Confina a nord e a est con il municipio Picanello Ognina - Barriera Canalicchio, a sud con il municipio Centro Storico, a ovest con Centro San Giovanni Galermo - Trappeto Cibali. 
Questa porzione di territorio del capoluogo etneo si è sviluppata verso la fine del XVII secolo con i quartieri Borgo e Consolazione, tuttavia il periodo di massima espansione edilizia e demografica si verificò a partire dalla seconda metà del XX secolo, con la realizzazione di quartieri residenziali destinati alla media e alta borghesia cittadina. 
Le zone più importanti sono Piazza Cavour, Piazza Roma, Piazza Aldo Moro, Piazza Giovanni Verga e Piazza Vincenzo Lanza; nell'area ricade la parte alta della Via Etnea, e altre strade importanti sono Viale Regina Margherita, Viale XX Settembre, Viale Raffaello Sanzio, Via Caronda, Via Monserrato, Via Vincenzo Giuffrida e Via Gabriele D'Annunzio.

## Società
Al 1º gennaio 2018, la popolazione residente nel III Municipio era di 42.675 unità, pari al 14% della popolazione comunale. Nello stesso periodo, la popolazione straniera residente era di 2.497 unità, pari al 5,8% del totale.

### Istituzioni, enti e associazioni
La sede istituzionale del III Municipio è ubicata in Via Roberto Giuffrida Castorina 10, nel quartiere Monserrato.
In Piazza Giovanni Verga, al quartiere Tribunali, sorge il Palazzo di Giustizia, realizzato su progetto di Francesco Fichera, inaugurato nel 1953, al cui ingresso è posta l'imponente statua di otto metri realizzata dallo scultore Mimì Maria Lazzaro.
In Piazza Vincenzo Lanza, quartiere Santa Maria di Gesù, ha sede la casa circondariale per i detenuti di media sicurezza, attiva dal 1910.

## Economia
Il territorio del III Municipio è tra quelli economicamente più dinamici di Catania, e i settori principali sono il commercio, la ristorazione, la libera professione e quello turistico-alberghiero.

## Infrastrutture e trasporti
Per la sua posizione all'interno del territorio comunale, il III Municipio svolge un'importante funzione di collegamento tra il centro e le periferie della città etnea. Numerose sono le linee degli autobus dell'AMTS che transitano. 
Al Borgo, nella parte superiore, vi è l'omonima stazione, capolinea urbano del servizio ferroviario a scartamento ridotto offerto dalla Ferrovia Circumetnea attivo dal 1895, che collega Catania con Randazzo.
Nel III Municipio sono situate tre stazioni della Metropolitana di Catania: Milo, Borgo e Giuffrida.